# Hollandia az 1964. évi téli olimpiai játékokon
Hollandia az ausztriai Innsbruckban megrendezett 1964. évi téli olimpiai játékok egyik részt vevő nemzete volt. Az országot az olimpián 2 sportágban 6 sportoló képviselte, akik összesen 2 érmet szereztek.

## Érmesek
| Érem  | Versenyző        | Sportág        | Versenyszám  |
| ----- | ---------------- | -------------- | ------------ |
| Arany | Sjoukje Dijkstra | Műkorcsolya    | Női egyéni   |
| Ezüst | Kees Verkerk     | Gyorskorcsolya | Férfi 1500 m |

## Gyorskorcsolya
Férfi
| Versenyző       | Versenyszám | Eredmény | Helyezés |
| --------------- | ----------- | -------- | -------- |
| Rudi Liebrechts | 1500 m      | 2:12,8   | 10.      |
| Rudi Liebrechts | 5000 m      | 7:50,9   | 8.       |
| Rudi Liebrechts | 10 000 m    | 16:08,6  | 4.       |
| Peter Nottet    | 5000 m      | 8:26,1   | 34.      |
| Ard Schenk      | 1500 m      | 2:13,4   | 13.      |
| Kees Verkerk    | 1500 m      | 2:10,6   |          |
| Kees Verkerk    | 5000 m      | 7:51,1   | 9.       |
| Kees Verkerk    | 10 000 m    | 16:53,4  | 16.      |

Női
| Versenyző     | Versenyszám | Eredmény | Helyezés |
| ------------- | ----------- | -------- | -------- |
| Willy de Beer | 1000 m      | 1:40,1   | 17.      |
| Willy de Beer | 1500 m      | 2:34,0   | 16.*     |
| Willy de Beer | 3000 m      | 5:49,9   | 27.      |

* - egy másik versenyzővel azonos eredményt ért el

## Műkorcsolya
| Versenyző        | Versenyszám  | Kötelező elemek   | Kötelező elemek | Kűr               | Kűr     | Összesítés                     | Összesítés                     | Összesítés                     | Összesítés                     | Összesítés                     | Összesítés                     | Összesítés                     | Összesítés                     | Összesítés                     | Összesítés        | Összesítés        | Összesítés  | Összesítés | Összesítés |
| Versenyző        | Versenyszám  | Kötelező elemek   | Kötelező elemek | Kűr               | Kűr     | Helyezési pontszámok bírónként | Helyezési pontszámok bírónként | Helyezési pontszámok bírónként | Helyezési pontszámok bírónként | Helyezési pontszámok bírónként | Helyezési pontszámok bírónként | Helyezési pontszámok bírónként | Helyezési pontszámok bírónként | Helyezési pontszámok bírónként | Több. hely. száma | Több. hely. össz. | Hely. össz. | Pont       | Helyezés   |
| Versenyző        | Versenyszám  | Több. hely. száma | Hely.           | Több. hely. száma | Hely.   | 1                              | 2                              | 3                              | 4                              | 5                              | 6                              | 7                              | 8                              | 9                              | Több. hely. száma | Több. hely. össz. | Hely. össz. | Pont       | Helyezés   |
| ---------------- | ------------ | ----------------- | --------------- | ----------------- | ------- | ------------------------------ | ------------------------------ | ------------------------------ | ------------------------------ | ------------------------------ | ------------------------------ | ------------------------------ | ------------------------------ | ------------------------------ | ----------------- | ----------------- | ----------- | ---------- | ---------- |
| Wouter Toledo    | Férfi egyéni | nem indult        | nem indult      | kiesett           | kiesett | kiesett                        | kiesett                        | kiesett                        | kiesett                        | kiesett                        | kiesett                        | kiesett                        | kiesett                        | kiesett                        | kiesett           | kiesett           | kiesett     | kiesett    | kiesett    |
| Sjoukje Dijkstra | Női egyéni   | 8×1+              | 1.              | 8×1+              | 1.      | 1,0                            | 1,0                            | 1,0                            | 1,0                            | 1,0                            | 1,0                            | 1,0                            | 1,0                            | 1,0                            | 9×1+              | 9,0               | 9,0         | 2018,5     |            |